# 807 Ceraskia
Ceraskia (asteroide 807) é um asteroide da cintura principal com um diâmetro de 26,24 quilómetros, a 2,814622 UA. Possui uma excentricidade de 0,0668862 e um período orbital de 1 913,46 dias (5,24 anos).
Ceraskia tem uma velocidade orbital média de 17,14944355 km/s e uma inclinação de 11,30563º.
Este asteroide foi descoberto em 18 de Abril de 1915 por Max Wolf.